# Signe de Prehn
Pour les articles homonymes, voir Prehn.
Le signe de Prehn est un signe clinique en médecine qui permet de différencier une épididymite d'une torsion testiculaire lorsqu'un patient se présente pour douleur testiculaire. Il se fait en soulevant d'une main le testicule et si cela soulage la douleur, ça suggère une épididymite sinon c'est plus probablement une torsion testiculaire.
Il a été décrit par Douglas T. Prehn en 1934.
Ce test est toutefois peu précis.